# Luigi de' Medici
Luigi de' Medici di Ottajano, né le 22 avril 1759 à Naples et mort le 25 janvier 1830 à Madrid, est un juriste et homme politique napolitain. Il a été président du Conseil des Ministres du royaume des Deux-Siciles.

## Biographie

### Famille et études
Luigi de' Medici est le fils cadet de Giuseppe III de' Medici d'Ottajano, 6e Prince de Ottaviano et 4e Duc de Sarno, et de Carmela Filomarino, de la famille des princes de la Rocca. Sa famille descend de Bernardetto de Médicis, cousin de Cosme de Médicis, grand-duc de Toscane, et frère du Pape Léon XI, qui a acheté en 1567 le fief d'Ottaviano et qui est parti vivre à Naples avec sa femme Giulia de Médicis et leur famille.
Il fait ses études auprès du Collège des Jésuites de Nola, à la suite desquelles il embrasse une carrière militaire dans le but de se rendre indépendant de sa famille. N'écoutant pas les prières de sa mère, il entreprend donc en 1776 de nouvelles études auprès de l'Académie Royale de Turin, puis il voyage à travers l'Europe pendant quelques années. Il séjourne ainsi à Paris en 1778.
En 1780, il rentre à Naples où il commence un cursus à l'Université de Naples - Frédéric-II au terme duquel il obtient un diplôme de jurisprudence lui permettant d'exercer le métier d'avocat dans sa ville natale.

### Carrière de juriste
Au milieu des années 1780, il est parmi les premiers nobles napolitains à ouvrir sa maison à plusieurs personnalités lettrées appartenant au courant des Lumières, en faisant de sa demeure un des premiers salons littéraires du royaume de Naples. Il fréquente ainsi les milieux progressistes et libéraux, où il devient l'ami des juristes et philosophes Gaetano Filangieri et Francesco Mario Pagano.
En 1783, il devient l'un des plus jeunes juges à la Grande Cour de la Vicaria (Gran Corte della Vicaria), la plus importante cour d'appel pour les causes criminelles et civiles du royaume. Grâce à l'appui de son beau-frère le marquis Cavaniglia de San Marco, il est nommé conseiller de la Royale Audience de guerre en 1786, puis conseiller du Conseil Royal Sacré en 1789. Il est également gentilhomme de chambre à la cour en 1790.
En 1790, il est chargé par le ministre John Acton de mener une enquête sur les troubles à l'ordre public en Calabre. En 1791, il est nommé régent de la Grande Cour de la Vicaria ainsi que chef de la Police urbaine de la cité de Naples, charge qu'avait déjà occupée son arrière-grand-père le prince Giuseppe de' Medici d'Ottajano.
De' Medici s'intéresse de près à la chute de la monarchie française en 1792 lors de la Révolution française, ainsi qu'aux changements politiques et aux réformes progressistes qu'elle permettrait de faire à Naples pour moderniser le royaume.
Aux alentours de 1790, il devient le protecteur-académicien de l'Académie de Chimie et Mathématiques fondée quelques années plus tôt par Lauberg et Giordano. Cette même académie sera fermée en 1793 à la suite des accusations de jacobinisme portée contre la plupart de ses membres. Vers 1794, ses correspondances épistolaires sont surveillées secrètement sur ordre de John Acton qui le suspecte de sympathie envers les révolutionnaires jacobins. En février 1795, il est par conséquent arrêté et enfermé dans la prison de Gaète jusqu'en 1798. Il est de nouveau incarcéré en 1799 et est définitivement libéré en mai 1800.

### Carrière politique
En 1803, il est nommé président du Conseil des Finances royales et l'année suivante, sur demande personnelle du roi, directeur du secrétariat d’État aux Entreprises. Avec le début de l'occupation napoléonienne et l'instauration du royaume de Naples napoléonien en 1806, Luigi de' Medici s'enfuit en Sicile à Palerme avec la cour royale. En 1811, il est exilé à Londres à cause de son opposition au Parlement sicilien et à Lord Bentinck.
Il retourne à Naples en même temps que le gouvernement à la chute du règne napoléonien. Il devient ainsi une figure emblématique du nouveau royaume, le royaume des Deux-Siciles, dont il est le représentant plénipotentiaire, mandaté par la monarchie des Bourbons, au Congrès de Vienne en 1815. La même année, il est nommé ministre des Finances du royaume, charge qu'il maintiendra jusqu'à sa mort en 1830. Il obtient également le ministère de la Police par intérim.
Le 27 juin 1816, il est nommé président du Conseil des Ministres du royaume des Deux-Siciles (plus haute charge après celle du roi) et en devient ainsi le premier en succédant au marquis Tommaso di Somma qui l'avait été pour les royaumes de Naples et de Sicile. Il laisse cette charge le 9 juillet 1820 et un gouvernement provisoire lui succède.
Il redevient président du Conseil des ministres pour la seconde fois en succédant de nouveau au marquis Tommaso di Somma en juin 1822. Au début du mois de janvier 1830, encore président, il suit le roi François Ier des Deux-Siciles) à Madrid en Espagne à l'occasion du mariage de la princesse Maria Cristina. Le 25 janvier 1830, il décède à Madrid et le marquis Donato Tommasi de Casalicchio lui succède le même jour.

## Distinctions
- Chevalier de l'ordre de Saint-Janvier (Naples).
- Chevalier de l'ordre de l'Éléphant (Danemark, 1829).